# 村田テレビ中継局
村田テレビ中継局（むらたテレビちゅうけいきょく）は、宮城県柴田郡村田町にあるテレビ中継局。

## 中継局概要

### 地上デジタルテレビ放送
| リモコンキーID | 放送局名          | 物理チャンネル | 空中線電力 | ERP  | 放送対象地域 | 放送区域内世帯数 |
| 1              | TBC東北放送       | 45ch           | 300mW      | 1.1W | 宮城県       | 約2500世帯       |
| 2              | NHK仙台教育テレビ | 41ch           | 300mW      | 1.1W | 全国         | 約2500世帯       |
| 3              | NHK仙台総合テレビ | 43ch           | 300mW      | 1.1W | 宮城県       | 約2500世帯       |
| 4              | MMT宮城テレビ放送 | 49ch           | 300mW      | 1.1W | 宮城県       | 約2500世帯       |
| 5              | KHB東日本放送     | 51ch           | 300mW      | 1.1W | 宮城県       | 約2500世帯       |
| 8              | OX仙台放送        | 47ch           | 300mW      | 1.1W | 宮城県       | 約2500世帯       |

- 2008年8月26日に予備免許交付、11月中旬から12月18日まで試験放送実施、12月18日に本免許交付、12月19日から本放送開始。
- 鳴子・村田の両デジタル中継局に予備免許交付 (PDF)  - 総務省東北総合通信局（2008年8月26日プレスリリース）

### 地上アナログテレビ放送
- 2012年3月31日運用終了・廃局。当初、全国一斉の2011年7月24日で廃局となる予定だったが、同年3月11日に発生した東北地方太平洋沖地震（東日本大震災）の影響により、アナログ波停波が延期された。

| 放送局名          | チャンネル | 空中線電力       | ERP                | 放送対象地域 | 放送区域内世帯数 |
| NHK仙台教育テレビ | 50ch       | 映像3W 音声750mW | 映像12W 音声3W     | 全国         | 不明             |
| NHK仙台総合テレビ | 54ch       | 映像3W 音声750mW | 映像12W 音声3W     | 宮城県       | 不明             |
| MMT宮城テレビ放送 | 56ch       | 映像3W 音声750mW | 映像12W 音声3W     | 宮城県       | 不明             |
| OX仙台放送        | 58ch       | 映像3W 音声750mW | 映像12W 音声3W     | 宮城県       | 不明             |
| TBC東北放送       | 60ch       | 映像3W 音声750mW | 映像12.5W 音声3.1W | 宮城県       | 不明             |
| KHB東日本放送     | 62ch       | 映像3W 音声750mW | 映像12.5W 音声3.2W | 宮城県       | 不明             |

## 所在地
- 村田町村田字七小路（相山公園）

## 放送エリア
- 柴田郡村田町の中心部をカバーしている。